# ぱちんこファミスタオンライン
ぱちんこファミスタオンラインとはハンゲームのパチンコDXに存在するパチンコ台の一つ。

## 概要
ハンゲームで運営されているオンライン野球ゲーム『プロ野球ファミスタオンライン』をモチーフとしたパチンコ台。オンライン上で画面に映し出された台を打つという形式であり、ホールでの実機としては存在していない架空の台である。だが画面に映し出される演出や確率、当たり時の出球などが現実のパチンコと類似した仕様となっているため十分にパチンコの臨場感が楽しめるようになっている。
ストーリーは架空の野球大会「ハンゲームカップ」の決勝でナムコスターズ（ナムコのゲームに登場する主に味方キャラクターで構成されたチーム）と極アクダマーズ（ナムコのゲームに登場する敵キャラクターで構成されたチーム）が対戦するという内容で、リーチ演出には野球の対決シーンなどを使用している。
1ゲーム連荘が基本となるスペックであり、大当たり終了後はナムコスターズの選手がヒットを打つかアウトを取れば連荘大当たりとなり、ヒットを打たれれば連荘終了となる。

## スペック
- 大当たり確率：1/400
- ラウンドカウント：15R
- 賞球数：3&10&14
- 大当たり出玉：約1,500個
- 確率変動突入率：60％
- 確率変動継続率：80％